# مولونگ
مولونگ (به انگلیسی: Molong) یک منطقهٔ مسکونی در استرالیا است که در Cabonne Shire واقع شده‌است.